# ساوانا کینگ
ساوانا کینگ (به انگلیسی: Savannah King) (زادهٔ ۴ ژوئن ۱۹۹۲) شناگر اهل کانادا است.